# Clairoix
Clairoix és un municipi francès, situat al departament de l'Oise i a la regió dels Alts de França. L'any 2007 tenia 1.985 habitants.

## Demografia

### Població
El 2007 la població de fet de Clairoix era de 1.985 persones. Hi havia 744 famílies de les quals 176 eren unipersonals (84 homes vivint sols i 92 dones vivint soles), 252 parelles sense fills, 276 parelles amb fills i 40 famílies monoparentals amb fills.
La població ha evolucionat segons el següent gràfic:
Habitants censats

### Habitatges
El 2007 hi havia 801 habitatges, 762 eren l'habitatge principal de la família, 8 eren segones residències i 31 estaven desocupats. 694 eren cases i 103 eren apartaments. Dels 762 habitatges principals, 582 estaven ocupats pels seus propietaris, 168 estaven llogats i ocupats pels llogaters i 12 estaven cedits a títol gratuït; 15 tenien una cambra, 41 en tenien dues, 126 en tenien tres, 239 en tenien quatre i 341 en tenien cinc o més. 582 habitatges disposaven pel capbaix d'una plaça de pàrquing. A 333 habitatges hi havia un automòbil i a 363 n'hi havia dos o més.

### Piràmide de població
La piràmide de població per edats i sexe el 2009 era:
| Homes | Edats   | Dones |
| ----- | ------- | ----- |
| 0     | 95 o +  | 0     |
| 4     | 90 a 94 | 4     |
| 4     | 85 a 89 | 12    |
| 8     | 80 a 84 | 8     |
| 20    | 75 a 79 | 24    |
| 24    | 70 a 74 | 40    |
| 52    | 65 a 69 | 32    |
| 44    | 60 a 64 | 60    |
| 52    | 55 a 59 | 48    |
| 88    | 50 a 54 | 68    |
| 92    | 45 a 49 | 52    |
| 96    | 40 a 44 | 104   |
| 88    | 35 a 39 | 92    |
| 60    | 30 a 34 | 52    |
| 60    | 25 a 29 | 52    |
| 44    | 20 a 24 | 56    |
| 80    | 15 a 19 | 76    |
| 76    | 10 a 14 | 76    |
| 64    | 5 a 9   | 72    |
| 36    | 0 a 4   | 44    |

## Economia
El 2007 la població en edat de treballar era de 1.350 persones, 969 eren actives i 381 eren inactives. De les 969 persones actives 887 estaven ocupades (500 homes i 387 dones) i 82 estaven aturades (33 homes i 49 dones). De les 381 persones inactives 110 estaven jubilades, 129 estaven estudiant i 142 estaven classificades com a «altres inactius».

### Ingressos
El 2009 a Clairoix hi havia 830 unitats fiscals que integraven 2.137 persones, la mediana anual d'ingressos fiscals per persona era de 19.802 €.

### Activitats econòmiques
Dels 117 establiments que hi havia el 2007, 1 era d'una empresa extractiva, 2 d'empreses alimentàries, 1 d'una empresa de fabricació de material elèctric, 9 d'empreses de fabricació d'altres productes industrials, 21 d'empreses de construcció, 27 d'empreses de comerç i reparació d'automòbils, 3 d'empreses de transport, 5 d'empreses d'hostatgeria i restauració, 3 d'empreses d'informació i comunicació, 3 d'empreses financeres, 6 d'empreses immobiliàries, 17 d'empreses de serveis, 16 d'entitats de l'administració pública i 3 d'empreses classificades com a «altres activitats de serveis».
Dels 30 establiments de servei als particulars que hi havia el 2009, 1 era una oficina de correu, 1 taller de reparació d'automòbils i de material agrícola, 6 paletes, 3 guixaires pintors, 1 fusteria, 4 lampisteries, 4 electricistes, 2 empreses de construcció, 2 perruqueries, 1 veterinari, 1 agència de treball temporal, 3 restaurants i 1 agència immobiliària.
Dels 6 establiments comercials que hi havia el 2009, 2 eren botiges de menys de 120 m², 1 una botiga de menys de 120 m², 1 una fleca, 1 una botiga de roba i 1 una botiga de mobles.

## Equipaments sanitaris i escolars
L'únic equipament sanitari que hi havia el 2009 era una farmàcia.
El 2009 hi havia 1 escola maternal i 1 escola elemental.

## Poblacions més properes
El següent diagrama mostra les poblacions més properes.